# Sidole
Sidole ist eine osttimoresische Aldeia im Suco Fahiria (Verwaltungsamt Aileu, Gemeinde Aileu). 2015 lebten in der Aldeia 382 Menschen.

## Geographie
Sidole liegt im Nordwesten des Sucos Fahiria. Nördlich fließt der Huituco, der westlich von Sidole sich mit dem von Norden kommenden Berecali zum Mumdonihun vereinigt. Die Flüsse gehören zum System des Nördlichen Laclós. Im Süden liegt die Aldeia Fahiria und im Osten die Aldeia Manulete. Der Huituco bildet den Grenzfluss zum Suco Saboria. Jenseits des Mumdonihun liegt im Westen der Suco Aissirimou. Über Furten gelangt man zum nördlich gelegenen Dorf Saboria in dem sich die nächstgelegene Grundschule befindet, und zur Gemeindehauptstadt Aileu im Westen. Der Wasserstand der Flüsse ist vom Wechsel von Trocken- und Regenzeit abhängig. Im Süden von Sidole befindet sich der kleine See Leboluli. Östlich davon steigt das Land auf eine Meereshöhe von über 1000 m an.
In Sidole befindet sich die katholische Kapelle Peter und Paul.

## Politik
2023 wurde Basilio Sarmento zum Chefe de Aldeia gewählt.